# Theater of the Mind
Theater of the Mind — седьмой студийный альбом американского рэпера Лудакрис, выпущенный 24 ноября 2008 года. Альбом дебютировал под номером пять в Billboard 200, продав 213000 копий в первую неделю. В марте 2010 года было продано около 671000 экземпляров диска, альбом стал золотым.

## Об альбоме
Theater of the Mind был намечен к выпуску 21 октября, но он был перенесен на 24 ноября. В апреле 2008 года песня под названием «Let’s Stay Together» появилась на xxlmag.com; предположительно из нового альбома. В альбоме есть трек с T.I. под названием «Wish You Would».
Обложка альбома была выпущена 24 октября 2008 года в wemix.com. Ludacris планировал выпустить продолжение этого альбома в 2009 году
Ludacris было обмолвился о туре с T.I. и Young Jeezy
"Я ещё ничего не подтвердил.Я бы хотел сделать тур, где мы выступим вместе:я, T.I. и Young Jeezy,но я ничего пока не буду подтверждать".

## Гости
Ludacris заявил перед выходом альбома, что в альбоме присутствуют Nas, Plies, Jay-Z, T.I., Common, T-Pain, Willy Northpole, Rick Ross, Playaz Circle, Spike Lee, Chris Brown, Sean Garrett, Lil Wayne, Jamie Foxx и The Game.

## Синглы
Первый официальный сингл — «What Them Girls Like», при участии Chris Brown & Sean Garrett. Сингл попал на # 33 позицию в Billboard Hot 100. Первый промосингл — «Wish You Would», с T.I.. Второй промосингл — "Undisputed ". Второй официальный сингл — «One More Drink», с T-Pain, достиг 24 позиции в Billboard Hot 100. Третий сингл — «Nasty Girl», с Plies. Окончательный сингл будет «Call Up The Homies» при участии The Game & Bill Northpole.

## Список композиций
| №   | Название                 | Длительность |
| --- | ------------------------ | ------------ |
| 1.  | «Intro»                  | 1:55         |
| 2.  | «Undisputed»             | 4:33         |
| 3.  | «Wish You Would»         | 4:47         |
| 4.  | «One More Drink»         | 3:41         |
| 5.  | «Call Up the Homies»     | 4:04         |
| 6.  | «Southern Gangsta»       | 4:34         |
| 7.  | «Everybody Hates Chris»  | 4:54         |
| 8.  | «What Them Girls Like»   | 4:02         |
| 9.  | «Nasty Girl»             | 4:14         |
| 10. | «Contagious»             | 4:45         |
| 11. | «Last of a Dying Breed»  | 4:10         |
| 12. | «MVP»                    | 3:50         |
| 13. | «I Do It for Hip Hop»    | 5:22         |
| 14. | «Do the Right Thang»     | 5:14         |
| 15. | «Let’s Stay Together»    | 4:18         |
| 16. | «Press the Start Button» | 4:00         |

## Чарты
| Чарты (2008)                          | Позиция |
| ------------------------------------- | ------- |
| Canadian Albums Chart                 | 22      |
| Swiss Albums Chart                    | 46      |
| U.S. Billboard 200                    | 5       |
| U.S. Billboard Top R&B/Hip-Hop Albums | 2       |
| U.S. Billboard Top Rap Albums         | 1       |

## Примечание
1. ↑  Ludacris' 'How Low' Single Goes High on the Charts | Billboard. Дата обращения: 3 апреля 2013. Архивировано 22 сентября 2014 года.
2. ↑  riaa — gold and platinum
3. ↑  Top Canadian Albums — Theater Of The Mind — Ludacris. Billboard. Nielsen Business Media. Дата обращения: 27 декабря 2008.
4. ↑  Ludacris — Theater Of The Mind — Music Charts. αCharts. Дата обращения: 4 декабря 2008. Архивировано 10 апреля 2012 года.
5. ↑  The Billboard 200 - Theater Of The Mind — Ludacris. Billboard. Nielsen Business Media. Дата обращения: 27 декабря 2008. Архивировано из оригинала 14 апреля 2009 года.
6. ↑  Top R&B/Hip-Hop Albums — Theater Of The Mind — Ludacris. Billboard. Nielsen Business Media. Дата обращения: 27 декабря 2008.
7. ↑  Top Rap Albums — Theater Of The Mind — Ludacris. Billboard. Nielsen Business Media. Дата обращения: 27 декабря 2008.